# イオンモール大阪ドームシティ
イオンモール大阪ドームシティ（イオンモールおおさかドームシティ）は、大阪市西区にあるイオンモール株式会社が管理・運営するショッピングセンター。2013年5月31日に開業した。核店舗は「イオン大阪ドームシティ店」。

## 概要
地上5階・地下1階建てで、延床面積約7万6000平方メートル、商業施設面積約3万4000平方メートル（うちイオン直営が約1万8000平方メートル、専門店が約1万6000平方メートル）の規模を誇る大型店舗。
駐車場は670台分用意されており、有料駐車場となっている。なお、ドームでのイベント開催日は特別料金が適用される。
建物の耐震性や津波対策を強化し、非常時でもエネルギーを確保できるようガスコージェネレーションを導入するなど、災害に強いショッピングモールを目指した防災対応型の次世代店舗「スマートイオン」第1号店でもある。
大阪ドームに隣接し、2階ドームデッキ入口が大阪ドーム3階の外周デッキと直結している（イベント時は閉鎖）。また、地下階はドーム前駅改札口と直結しているほか、ドーム前千代崎駅とも地下連絡通路で直結している。
元々は大阪ガス発祥の地である岩崎町工場があった土地であり、大阪ドーム開業に併せて建設されたアミューズメント施設「Pa･dou」の跡地である。同施設はドーム前駅建設工事のため2007年に閉鎖され、以後暫くは資材置き場や工事車両の拠点などとして活用されたが、駅開業後は更地となっていた。土地の所有者である大阪ガスは2011年に、この地にイオンのショッピングセンターを誘致することを発表していた。

## 主なテナント
詳細は公式サイトのショップリストを参照。

### イオン大阪ドームシティ店
店舗は1階が「食品のフロア」、2階が「ファッションと服飾雑貨・ヘルス＆ビューティケアのフロア」、3階が「ファッションとキッズのフロア」、4階が「暮らしの品のフロア」である。1階食料品売り場では、全国のイオンで初めて店内の直火窯で焼く「窯焼きピザ」を販売するほか、惣菜コーナーにはイートインスペースが設置される。また、オープン時点では沖縄県出身者が多い大正区のニーズに応え、各売場でブルーシールアイスクリームやさんぴん茶、わしたポークなどの沖縄関連商品を販売していたが、2014年11月時点では退店している。

### 1階部分の主なテナント
- イオン
- 成城石井
- GU
- ハニーズ
- LOGOS
- ASBee
- JINS
- 中央コンタクト
- キャンドゥ
- 未来屋書店
- ヴィレッジヴァンガード
- R.O.U
- 楽市楽座
- モーリーファンタジー
- PETEMO
- イオンバイク

### フードスタジアム
4階には、「フードスタジアム」と称したフードコート・レストラン街がある。
主なテナント
- サイゼリヤ
- ケンタッキーフライドチキン
- ミスタードーナツ
- サーティワンアイスクリーム